# (35576) 1998 HB21
1998 HB21 (asteroide 35576) é um asteroide da cintura principal. Possui uma excentricidade de 0.03514070 e uma inclinação de 3.27506º.
Este asteroide foi descoberto no dia 20 de abril de 1998 por LINEAR em Socorro.